# Anna Teodora Asen
Anna Teodora Asen in bulgaro Анна-Теодора Асенина? (fl. XIII secolo) è stata una principessa bulgara, figlia dell'imperatore Ivan Asen II (r. 1218-41) e di Irene Comnena Ducas. Nata dal terzo matrimonio del padre, nacque tra il 1238 e il 1241. Attraverso la madre, Anna Teodora era nipote dell'imperatore Teodoro I d'Epiro (morto nel 1253).
Anna Teodora sposò il sebastocratore Pietro. Ebbero una figlia, che sposò il despota Shishman di Vidin e fondò il ramo Shishman della dinastia Asen. Fu la nonna dell'imperatore Michele Asen III di Bulgaria e la bisnonna dell'imperatore Ivan Alessandro di Bulgaria.